# The Mills Brothers
Mills Brothers — американський чоловічий вокальний джазовий/поп-квартет. Записав понад 2000 пісень, які загалом продалися кількістю понад 20 мільйонів примірників. Принаймні три десятки платівок гурту стали золотими.
Як пише музичний сайт AllMusic, група була одним з ключових натхненників виникаючого у 1950-х роках стилю ду-воп. Особливо відома була за своїм голосовим подражаниям музичних інструментів.
У 1998 році група The Mills Brothers була включена до Зали слави вокальних гуртів.

## Історія

### Початок кар'єри
Всі учасники групи народилися в містечку Піква, штат Огайо, в 25 милях (40 км) на північ від Дейтона. До складу групи входили Дональд (вокал-тенор, 29 квітня 1915 — 13 листопада 1999), Герберт (тенор-вокал, 2 квітня 1912 — 12 квітня 1989), Гаррі (баритонний вокал, 9 серпня 1913 — 28 червня 1982) та Джон-молодший (гітара, контрабас, вокал; 19 жовтня 1910 — 23 січня 1936). Їх батько, Джон Гатчінсон Міллз (11 лютого 1882 — 8 грудня 1967), був перукарем із власною крамницею.
Коли хлопчики виросли, вони стали співати в церквах міста. Після уроків в гімназії на Спрінг-стріт, вони збиралися перед перукарнею свого батька і співали та грали перед перехожими. Вони взяли участь у конкурсі оперного театру Пікви, але Гаррі втратив свою казу, американський народний музичний інструмент. Він склав руки, наслідуючи грі на трубі Його брати підхопили ідею і теж стали наслідувати грі на інструментах, поступово навчившись своїм голосом імітувати різні звуки інструментів. Вони виступали в театрі «MidWest» на вечірках та шоу і стали добре відомими музикантами, завдяки джазовому співу і здатності наслідувати музичним інструментам своїми голосами. Джон, басовий вокаліст, імітував тубу. Гаррі, баритон, імітував трубу, Герберт став другою трубою, а Дональд — тромбоном. Вони практикували оркестри, які чули по радіо.

### Зірковий час
У 1928 році брати супроводжували оркестр Гарольда Грінмаєра в Цинциннаті для запису на радіостанцію WLW. Оркестр на записи не запросили, але братів взяли. Вони швидко стали місцевими радіозірками і здобули велику прихильність, коли Дюк Еллінгтон і його оркестр виступали в Цинцинаті. Їх перший запис для Brunswick Records, що має назву «Tiger Rag» став бестселером. На цій же студії вони записали такі пісні, як «Goodbye Blues», «Nobody's Sweetheart», «Ole Rockin 'Chair», «Lazy River», «How'm I Doin'» та інші. У 1950-х вони уклали контракт зі студією «Decca». Найцікавішим було те, що під час запису пісень брати не використали інструментів, крім однієї гітари. У 1936 року Джон-молодший помер і його замінив Джон-старший.

#### Воєнні роки
У 1939 році група успішно гастролювала по Європі. Герберт згадує:
«Ми виїхали з Англії за три дні до оголошення Німеччиною війни і на човні переправилися в Австралію. За кордоном ми були два місяці з 1940 року, а потім повернулися в Південну Америку. Так і було до 1941 року. Тоді в моду входили The Ink Spots, а про нас ніби як забули».
У період між смертю Джона-молодшого і їх повернення в Штати, вони перезаписали сингл «Lazy River». За ним вийшли сингли «Someday You'll Want Me to Want You», «Swing Is the Thing», «Long About Midnight», «Organ Grinder's Swing» і «The Song is Ended». Разом з Дюком Еллінгтоном записали свінг-версію пісні "Caravan " та випустили альбом класичної музики «South of the Border», з яким гастролювали по Південній Америці. Гаррі потім був призваний в армію на рік і йому на заміну поставили Джина Сміта.

#### Повоєнні роки
Входження в моду року мало змінило популярність братів Міллз. Сингл «Glow Worm» дістався до першого рядка чартів в 1952 році. Також в UK чарті він добрався до десятої строчки в січні 1953 року.
У 1957 році Джон-старший, якому на той момент було 68 років, припинив гастролі групи. Брати Міллх стали гостями таких передач, як «The Jack Benny Show», «The Perry Como Show», «The Tonight Show», «The Pat Boone Chevy Showroom», «The Dean Martin Show» і «The Hollywood Palace». Останнім великим успіхом братів став рімейк синглу «Cab Driver», записаний в 1968 році. Його написав Карсон Паркс, який в попередньому році став автором «Somethin 'Stupid» для Френка Сінатри і його дочки Ненсі.

### Кінець кар'єри
Гаррі майже втратив зір через діабет. Тріо Герберт, Гаррі і Дональд продовжували виступати аж до смерті Гаррі в 1982 році. Герберт і Дональд виступали до 1989 року, коли помер Герберт. Дональд виступав з продовженням роду — сином Джоном III.
У 1998 році в Академії звукозапису Дональд представляв свою групу на врученні Греммі як єдиний живий член. Премія була вручена за життєві досягнення. Після смерті Дональда від пневмонії в 1999 році, Джон III почав гастролювати під назвою «The Mills Brothers» з Елмер Гоппером.

## Дискографія
- Див повний перелік «Mills Brothers § Discography» в англійському розділі.

- Famous Barber Shop Ballads Volume One (Decca, 1946)
- Famous Barber Shop Ballads Volume Two (Decca, 1949)
- Souvenir Album (Decca, 1950)
- Wonderful Words (Decca, 1951)
- Meet the Mills Brothers (Decca, 1953)
- Four Boys and a Guitar (Decca, 1954)
- Louis Armstrong and the Mills Brothers (Decca, 1954)
- Singin' and Swingin' (Decca, 1956)
- Memory Lane (Decca, 1956)
- One Dozen Roses (Decca, 1957)
- The Mills Brothers in Hi-Fi: Barbershop Ballads (Decca, 1958)
- In a Mellow Tone (Vocalion, 1958)
- Mmmm…The Mills Brothers (Dot, 1958)
- In a Mellow Tone (Vocalion, 1958)
- Sing (London, 1959)
- Merry Christmas (Dot, 1959)
- Greatest Barbershop Hits (Dot, 1959)
- Let Me Call You Sweetheart (Dot, 1959)
- Great Hits (Dot, 1958)
- Glow with the Mills Brothers (Decca, 1959)
- Harmonizin' With (Decca, 1959)
- Barbershop Harmony (Decca, 1960)
- San Antonio Rose (Dot, 1961)
- Yellow Bird (Dot, 1961)
- Great Hawaiian Hits (Dot, 1961)
- Sing Beer Barrel Polka and Other Golden Hits (Dot, 1962)
- The End of the World (Dot, 1963)
- Say Si Si (Dot, 1964)
- Gems by the Mills Brothers (Dot, 1964)
- Sing for You (Hamilton, 1964)
- The Mills Brothers Today! (Dot, 1966)
- The Mills Brothers in Tivoli (Dot, 1966)
- These Are the Mills Brothers (Dot, 1966)
- Anytime! (Pickwick, 1967)
- The Board of Directors with Count Basie (Dot, 1967)
- The Board of Directors Annual Report with Count Basie (Dot, 1968)
- My Shy Violet (Dot, 1968)
- Fortuosity with Sy Oliver (Dot, 1968)
- Dream a Little Dream of Me (Pickwick, 1968)
- Till We Meet Again (Pickwick, 1968)
- Dream (Dot, 1969)
- The Mills Brothers in Motion (Dot, 1969)
- No Turnin' Back (Paramount, 1970)
- What a Wonderful World (Paramount, 1972)
- A Donut and a Dream (Paramount, 1972)
- Louis and the Mills Brothers (MCA Coral, 1973)
- Half a Sixpence with Count Basie (Vogue, 1973)
- Opus One (Rediffusion, 1973)
- Lazy River (Pickwick 1974)
- Cab Driver (Ranwood, 1974)
- Inspiration (ABC Songbird, 1974)
- The Mill Brothers and Country Music's Greatest Hits (Ranwood, 1975)
- Original Radio Broadcasts (Mark56, 1975)
- 50th Anniversary (Ranwood, 1976)
- Command Performance! (Ranwood, 1981)
- Copenhagen '81 (51 West, 1983)
- Jeepers Creepers (Pegasus, 2000)
- 65 Hits: The Mills Brothers (99 Music, 2015)

## Фільмографія
- Див. «Mills Brothers § Film appearances» в англійському розділі.